# Maria Lasitskene

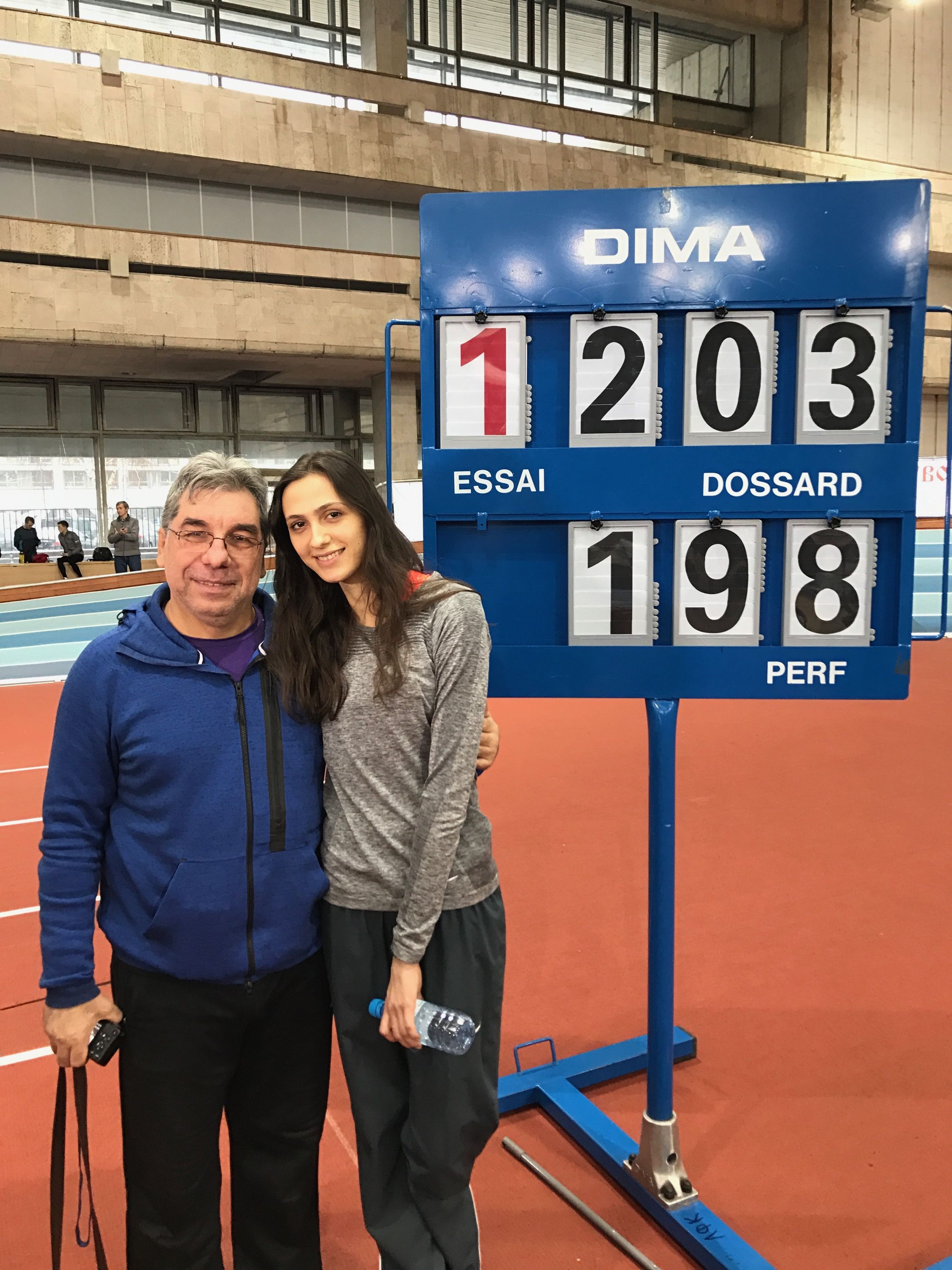
Maria Koetsjina met haar trainer Gennadiy Gabrilyan

Maria Aleksandrovna Lasitskene-Koetsjina (Russisch: Мари́я Алекса́ндровна Ку́чина) (Prochladny, 14 januari 1993) is een Russisch hoogspringster. Zij was in deze discipline wereldindoorrecordhoudster bij de junioren van 2011 tot 2016, veroverde de wereldtitel in 2015 en wist deze in 2017 te prolongeren. Na haar huwelijk nam Koetsjina de achternaam van haar echtgenoot aan, waardoor ze sinds het zomerseizoen van 2017 uitkomt onder de naam Lasitskene.

## Loopbaan

### Begin en eerste resultaten
Koetsjina startte op tienjarige leeftijd met atletiek en trainde van begin af aan bij Gennadiy Gabrilyan. In het najaar van 2010 verhuisde zij echter naar Wolgograd, waar zij ging studeren aan de Staatsacademie voor Lichamelijke Opvoeding en gedurende twee jaar onder leiding van Boris Gorkov trainde. Toen dit niet leidde tot de gewenste resultaten, keerde zij vervolgens terug naar Gabrilyan, die sindsdien haar trainer is gebleven.
Haar eerste internationale medaille behaalde Koetsjina in 2009 op de wereldjeugdkampioenschappen voor atleten U18, waar zij met een persoonlijke recordsprong van 1,85 m het zilver veroverde achter de Italiaanse Alessia Trost, die met 1,87 wereldjeugdkampioene werd. Diezelfde hoogte van 1,85 haalde zij ook op het Europees Jeugd Olympisch Festival in Tampere, waar ze opnieuw achter Alessia Trost tweede werd, al was het ditmaal nipt, want ook de Italiaanse sprong 1,85. Haar eerste gouden medaille won Koetsjina vervolgens op de Zomerjeugdspelen in 2010.

### Wereldrecord bij de junioren
In 2011 startte Koetsjina het indoorseizoen met deelname aan de Europese indoorkampioenschappen in Parijs. Het resulteerde met 1,92 in een bescheiden negende plaats. Des te opvallender was haar prestatie een week later, want op 12 maart kwam zij bij indoorwedstrijden in het Tsjechische Třinec tot een hoogte van 1,97. Dat was een verbetering met één centimeter van het wereldrecord voor U20-junioren. Het zou tot 2016 duren voordat dit werd verbroken. Vervolgens was zij in het buitenseizoen de beste tijdens de Europese kampioenschappen U20 in Tallinn. Met een toernooi-recordsprong van 1,95 veroverde zij er de gouden medaille.

### Wereldkampioene in 2015, 2017 en 2019
In 2015 werd Koetsjina wereldkampioene, een titel die zij in 2017 prolongeerde. De Russische atletiekploeg werd op 17 juni 2016 door de IAAF van de Olympische Spelen in Rio de Janeiro uitgesloten. Ondanks het feit dat deze uitsluiting ook in 2017 voortduurde en Rusland als natie dus evenmin mocht deelnemen aan de wereldkampioenschappen in Londen, kregen Russische atleten van wie inmiddels was aangetoond dat zij niets met de dopingpraktijken van hun land te maken hadden gehad, toestemming om onder onafhankelijke vlag aan dit toernooi deel te nemen. Lasitskene was een van hen. Op de WK van 2019 in Doha, Qatar eindigde ze wederom als beste.

## Titels
- Olympisch kampioene hoogspringen - 2020
- Wereldkampioene hoogspringen - 2015, 2017, 2019
- Wereldindoorkampioene hoogspringen - 2014, 2018
- Europees kampioene hoogspringen - 2018
- Europees indoorkampioene hoogspringen - 2015
- Russisch kampioene hoogspringen - 2014, 2017, 2019
- Russisch indoorkampioene hoogspringen - 2014, 2015, 2017, 2018, 2019
- Europees jeugdkampioene hoogspringen - 2011

## Persoonlijke records
| Onderdeel              | Prestatie | Datum           | Plaats    |
| ---------------------- | --------- | --------------- | --------- |
| hoogspringen (outdoor) | 2,06 m    | 6 juli 2017     | Lausanne  |
| hoogspringen (indoor)  | 2,04 m    | 27 januari 2018 | Wolgograd |

## Palmares

### hoogspringen
- 2009:  WK U18 - 1,85 m
- 2009:  EJOF te Tampere - 1,85 m
- 2010:  Zomerjeugdspelen - 1,89 m
- 2011: 9e EK indoor - 1,92 m
- 2011:  EK U20 - 1,95 m
- 2012:  WK U20 - 1,88 m
- 2014:  WK indoor - 2,00 m
- 2014:  EK - 1,99 m
- 2014:  IAAF Continental Cup - 1,99 m
- 2015:  EK indoor - 1,97 m
- 2015: 12e EK U23 - 1,71 m
- 2015:  WK - 2,01 m
- 2017:  WK - 2,03 m
- 2018:  WK indoor - 2,01 m
- 2018:  EK - 2,00 m
- 2019:  WK - 2,04 m
- 2021:  OS - 2,04 m

Diamond League podiumplaatsen
- 2013:  DN Galan - 1,94 m
- 2014:  Bislett Games - 1,98 m
- 2014:  Meeting Areva - 2,00 m
- 2014:  DN Galan - 1,94 m
- 2014:  Weltklasse Zürich - 2,00 m
- 2014:   Diamond League - 18 p
- 2015:  Sainsbury's Birmingham Grand Prix - 1,94 m
- 2015:  Herculis - 2,00 m
- 2015:   Diamond League - 13 p
- 2017:  Prefontaine Classic - 2,03 m
- 2017:  Bauhaus Galan - 2,00 m
- 2017:  Athletissima - 2,06 m
- 2017:  Müller Anniversary Games - 2,00 m
- 2017:  Herculis - 2,05 m
- 2017:  Memorial Van Damme - 2,02 m
- 2017:   Diamond League - 48 p
- 2018:  Shanghai Golden Grand Prix - 1,97 m
- 2018:  Golden Gala - 2,02 m
- 2018:  Bauhaus Galan - 2,00 m
- 2018:  Meeting de Paris - 2,04 m
- 2018:  Meeting International Mohammed VI d'Athlétisme de Rabat - 1,90 m
- 2018:  Weltklasse Zürich - 1,97 m
- 2018:   Diamond League - 46 p

## Onderscheidingen
- Europees atlete van het jaar - 2019

1928: Ethel Catherwood ·
1932: Jean Shiley ·
1936: Ibolya Csák ·
1948: Alice Coachman ·
1952: Esther Brand ·
1956: Mildred McDaniel ·
1960: Iolanda Balaș ·
1964: Iolanda Balaș ·
1968: Miloslava Rezková ·
1972: Ulrike Meyfarth ·
1976: Rosemarie Ackermann ·
1980: Sara Simeoni ·
1984: Ulrike Meyfarth ·
1988: Louise Ritter ·
1992: Heike Henkel ·
1996: Stefka Kostadinova ·
2000: Jelena Jelesina ·
2004: Jelena Slesarenko ·
2008: Tia Hellebaut ·
2012: Anna Tsjitsjerova ·
2016: Ruth Beitia ·
2020: Maria Lasitskene ·
2024: Jaroslava Mahoetsjich
1983 Tamara Bykova ·
1987 Stefka Kostadinova ·
1991 Heike Henkel ·
1993 Ioamnet Quintero ·
1995 Stefka Kostadinova ·
1997 Hanne Haugland ·
1999 Inha Babakova ·
2001 Hestrie Cloete ·
2003 Hestrie Cloete ·
2005 Kajsa Bergqvist ·
2007 Blanka Vlašić ·
2009 Blanka Vlašić ·
2011 Anna Tsjitsjerova ·
2013 Brigetta Barrett ·
2015 Maria Koetsjina ·
2017 Maria Lasitskene ·
2019 Maria Lasitskene ·
2022 Eleanor Patterson ·
2023 Jaroslava Mahoetsjich